# Bò chiêu
Pterorhinus sannio là một loài chim trong họ Leiothrichidae.